# Kinesisk-australiska frihandelsavtalet
Det kinesisk-australiska frihandelsavtalet (engelska: Australia–China Free Trade Agreement) är ett föreslaget frihandelsavtal mellan Australien och Kina. Den första rundan av förhandlingar om detta avtal påbörjades den 26 maj 2005 efter en gemensam studie om möjligheterna till ett sådant avtal. 